# Liste der Kriege und Schlachten der Schweiz
Die Liste von Schweizer Schlachten zeigt chronologisch ab 58 vor Christus die wichtigsten kriegerischen Auseinandersetzungen mit Kriegen, Schlachten und Gefechten auf schweizerischem Gebiet oder unter massgeblicher eidgenössischer Beteiligung.
Diese Aktionen entsprechen meist nicht einer koordinierten und kontinuierlichen gesamteidgenössischen Aussenpolitik und der Anteil der einzelnen Orte an den verschiedenen Kriegen war sehr unterschiedlich.
Auch in der Aufzählung enthalten sind ferner die zahlreichen inoffiziellen Kriegszüge (so genannte «Wilde Züge»), wie sie vor allem von jungen Leuten aus Abenteuerlust und Beutegier in die nähere und weitere Nachbarschaft unternommen wurden. Oft erfolgten diese unter stillschweigender Duldung der Obrigkeit, aber gelegentlich auch gegen deren Willen.

## Bis 12. Jahrhundert
| Datum                                                              | Schlachtname                                                       | Ort                                                                | Ergebnis                                                            |
| 58 v. Chr. – Eroberung von Gallien (und Helvetien) durch die Römer | 58 v. Chr. – Eroberung von Gallien (und Helvetien) durch die Römer | 58 v. Chr. – Eroberung von Gallien (und Helvetien) durch die Römer | 58 v. Chr. – Eroberung von Gallien (und Helvetien) durch die Römer  |
| ------------------------------------------------------------------ | ------------------------------------------------------------------ | ------------------------------------------------------------------ | ------------------------------------------------------------------- |
| 58 v. Chr., Juni                                                   | Schlacht am Arar                                                   | Saône                                                              | Römer besiegen Helvetier                                            |
| 58 v. Chr., Juni                                                   | Schlacht bei Bibracte                                              | Autun                                                              | Römer besiegen Helvetier                                            |
| Hochburgund                                                        |                                                                    |                                                                    |                                                                     |
| 583                                                                | Schlacht bei Bex                                                   | Bex                                                                | Langobardeneinfall gestoppt                                         |
| 610                                                                | Schlacht bei Wangas                                                | Wangen a.d.A. oder Niederwangen                                    | Alemannen gegen Burgunder                                           |
| 919                                                                | Schlacht bei Winterthur (919)                                      | Winterthur                                                         | Schwaben besiegt Hochburgund                                        |
| 1132                                                               | Schlacht bei Payerne                                               | Payerne                                                            | Konrad von Zähringen besiegt den Grafen Amadeus von Genf            |
| 1191, 12. April                                                    | Schlacht bei Grindelwald                                           | Grindelwald                                                        | Berchtold V. von Zähringen besiegt Freiherren und Oberländer Herren |

## 13. Jahrhundert
| Datum                                         | Schlachtname                               | Ort                                        | Ergebnis                                                              |
| Walliser Freiheitskampf im 13. Jahrhundert    | Walliser Freiheitskampf im 13. Jahrhundert | Walliser Freiheitskampf im 13. Jahrhundert | Walliser Freiheitskampf im 13. Jahrhundert                            |
| --------------------------------------------- | ------------------------------------------ | ------------------------------------------ | --------------------------------------------------------------------- |
| 1211                                          | Schlacht bei Ulrichen                      | Ulrichen                                   | Fürstbistum Sitten besiegt Zähringen                                  |
| 1296                                          | Schlacht auf der Seufzermatte              | Leuk                                       | Bischof von Sitten und Bern besiegen Savoyen und Freiherren von Thurn |
| Krieg zwischen Neuenburg und Valangin         |                                            |                                            |                                                                       |
| 1296, 28. Februar                             | Schlacht bei Coffrane                      | Coffrane                                   | Neuenburg besiegt Valangin und Fürstbistum Basel                      |
| Schweizer Habsburgerkriege im 13. Jahrhundert |                                            |                                            |                                                                       |
| 1267–68                                       | Regensberger Fehde                         | Kanton Zürich                              | Zürich und Habsburg besiegen Freiherren von Regensberg                |
| 1288                                          | Schlacht bei Bern                          | Bern                                       | Eroberungsversuch Rudolf von Habsburgs von Bern                       |
| 1288                                          | Gefecht am Hag (in der Lochmatte)          | Wimmis                                     | Bern besiegt Freiherren von Weissenburg (1. Weissenburgerkrieg)       |
| 1289, 27. April                               | Schlacht bei der Schosshalde               | Bern                                       | Habsburg besiegt Bern                                                 |
| 1292, Oktober                                 | Schlacht bei St. Georgen                   | Winterthur                                 | Habsburg besiegt Zürich (Eroberungsversuch Zürichs von Winterthur)    |
| 1298, 2. März                                 | Schlacht am Dornbühl                       | Oberwangen BE                              | Bern und Solothurn besiegen Freiburg und Adelskoalition               |

## 14. Jahrhundert
| Datum                                                                     | Schlachtname                                            | Ort                                                     | Ergebnis                                                               |
| 1315–1318 – Morgartenkrieg (Schweizer Habsburgerkriege)                   | 1315–1318 – Morgartenkrieg (Schweizer Habsburgerkriege) | 1315–1318 – Morgartenkrieg (Schweizer Habsburgerkriege) | 1315–1318 – Morgartenkrieg (Schweizer Habsburgerkriege)                |
| ------------------------------------------------------------------------- | ------------------------------------------------------- | ------------------------------------------------------- | ---------------------------------------------------------------------- |
| 1315, 15. November                                                        | Schlacht am Morgarten                                   | Oberägeri, Morgarten                                    | Die Waldstätte Uri, Schwyz und Unterwalden besiegen Habsburg           |
| 1315, 15. November                                                        | Gefecht am Renggpass (1315)                             | Alpnach                                                 | Unterwalden besiegt Habsburg                                           |
| 1318, September                                                           | Belagerung von Solothurn (1318)                         | Solothurn                                               | Eroberungsversuch Habsburgs von Solothurn                              |
| 1327–29 / 1331–37 – 2. Weissenburgerkrieg                                 |                                                         |                                                         |                                                                        |
| 1331                                                                      | Gefecht an der Hasleregg                                | Bönigen                                                 | Freiherrschaft von Weissenburg besiegt Haslital                        |
| 1331–33 – Gümmenenkrieg                                                   |                                                         |                                                         |                                                                        |
| 1332                                                                      | Gefecht bei Herzogenbuchsee (1332)                      | Herzogenbuchsee                                         | Bern und Solothurn besiegen Freiburg und Habsburg                      |
| 1333                                                                      | Gefecht bei Geristein                                   | Bolligen                                                | Bern und Solothurn besiegen Freiburg und Habsburg                      |
| 1332 – Disentiner Krieg                                                   |                                                         |                                                         |                                                                        |
| 1333                                                                      | Gefecht auf der Oberalp                                 | Oberalppass                                             | Urseren und Uri besiegen Kloster Disentis                              |
| 1337 – Grynaukrieg (Schweizer Habsburgerkriege)                           |                                                         |                                                         |                                                                        |
| 1337, 21. September                                                       | Schlacht bei Grynau                                     | Linthebene                                              | Zürich besiegt Habsburg-Laufenburg                                     |
| 1339–41 – Laupenkrieg (Schweizer Habsburgerkriege)                        |                                                         |                                                         |                                                                        |
| 1339, 21. Juni                                                            | Schlacht bei Laupen                                     | Laupen                                                  | Bern, Waldstätte und Verbündete besiegen Freiburg und Adelskoalition   |
| 1340, 24. April                                                           | Schlacht auf dem Schönberg                              | Freiburg im Üechtland                                   | Bern besiegt Freiburg                                                  |
| 1343 – Luzerner Mordnacht                                                 |                                                         |                                                         |                                                                        |
| 1343, 25. Juli                                                            | Mordnacht von Luzern                                    | Luzern                                                  | Konflikt zwischen Anhängern und Gegnern der Herrschaft Österreich      |
| 1346–49 – Grüningerkrieg                                                  |                                                         |                                                         |                                                                        |
| 1346, 26. Dezember                                                        | Gefecht am Laubeggstalden                               | Boltigen                                                | Grafschaft Greyerz, Freiherren von Thurn und von Raron besiegen Bern   |
| 1350–55 – Habsburgisch-Eidgenössischer Krieg (Schweizer Habsburgerkriege) |                                                         |                                                         |                                                                        |
| 1350, 23./24. Februar                                                     | Mordnacht von Zürich                                    | Zürich                                                  | Zürich besiegt Habsburg-Laufenburg                                     |
| 1350, 24. Februar                                                         | Zerstörung von Rapperswil                               | Rapperswil                                              | Zürich besiegt Habsburg-Laufenburg                                     |
| 1351, Ende September–Oktober                                              | Belagerung von Zürich (1351)                            | Zürich                                                  | 1. Eroberungsversuch Habsburgs von Zürich                              |
| 1351, 26. Dezember                                                        | Schlacht bei Dättwil                                    | Dättwil bei Baden                                       | Zürich besiegt Habsburg                                                |
| 1352, Anfang Februar                                                      | Gefecht bei Näfels (1352)                               | Näfels                                                  | Glarus besiegt Habsburg                                                |
| 1352, 21. Juli–August                                                     | Belagerung von Zürich (1352)                            | Zürich                                                  | 2. Eroberungsversuch Habsburgs von Zürich                              |
| 1352, Juni                                                                | Belagerung von Zug (1352)                               | Zug                                                     | 1. Eroberung Zugs durch Schwyz                                         |
| 1354, Anfang–Mitte September                                              | Belagerung von Zürich (1354)                            | Zürich                                                  | 3. Eroberungsversuch Habsburgs von Zürich                              |
| 1365                                                                      | Belagerung von Zug (1365)                               | Zug                                                     | 2. Eroberung Zugs durch Schwyz                                         |
| 1367–68 – Krieg zwischen Bern, Biel und Fürstbistum Basel (Bielerkrieg)   |                                                         |                                                         |                                                                        |
| 1367–68                                                                   | Zerstörung von Biel                                     | Biel und Fürstbistum Basel                              | Bern und Biel gegen Fürstbistum Basel                                  |
| 1375 – Guglerkrieg                                                        |                                                         |                                                         |                                                                        |
| 1375, 24./25. Dezember                                                    | Gefecht bei Buttisholz                                  | Buttisholz                                              | Luzern besiegt Gugler (englische Söldner)                              |
| 1375, 25./26. Dezember                                                    | Gefecht bei Ins                                         | Ins                                                     | Bern besiegt Gugler (englische Söldner)                                |
| 1375, 26./27. Dezember                                                    | Gefecht bei Fraubrunnen                                 | Fraubrunnen                                             | Bern besiegt Gugler (englische Söldner)                                |
| 1380 – Krieg zwischen Obwalden und Entlebuch                              |                                                         |                                                         |                                                                        |
| 1380                                                                      | Schlacht bei Sörenberg                                  | Flühli                                                  | Entlebuch besiegt Obwalden                                             |
| 1382–84 – Burgdorferkrieg                                                 |                                                         |                                                         |                                                                        |
| 1382, 10./11. November                                                    | Mordnacht von Solothurn                                 | Solothurn                                               | Bern, Solothurn und Verbündete gegen Neu-Kyburg. Mordnacht misslingt.  |
| 1383, März – April                                                        | Belagerung von Burgdorf                                 | Burgdorf                                                | Bern, Solothurn und Verbündete gegen Neu-Kyburg. Belagerung misslingt. |
| 1383, Hochsommer                                                          | Belagerung von Olten                                    | Olten                                                   | Bern, Solothurn und Verbündete gegen Neu-Kyburg. Belagerung misslingt. |
| 1365/1385–89 – Sempacherkrieg (Schweizer Habsburgerkriege)                |                                                         |                                                         |                                                                        |
| 1386, 9. Juli                                                             | Schlacht bei Sempach                                    | Sempach                                                 | Luzern, Uri, Schwyz und Unterwalden besiegen Habsburg                  |
| 1388, 21./22. Februar                                                     | Mordnacht von Weesen                                    | Weesen                                                  | Habsburg besiegt Glarus und Schwyz                                     |
| 1388, 9. April                                                            | Schlacht bei Näfels                                     | Näfels                                                  | Glarus und Schwyz besiegen Habsburg                                    |
| 1388 – Walliser Freiheitskampf im 14. Jahrhundert                         |                                                         |                                                         |                                                                        |
| 1388, 21. Dezember                                                        | Schlacht bei Visp                                       | Visp                                                    | Oberwallis besiegt Savoyen                                             |

## 15. Jahrhundert
| Datum                                                        | Schlachtname                       | Ort                                                            | Ergebnis |
| 1403–28 – Appenzellerkriege                                  | 1403–28 – Appenzellerkriege        | 1403–28 – Appenzellerkriege                                    | 1403–28 – Appenzellerkriege |
| ------------------------------------------------------------ | ---------------------------------- | -------------------------------------------------------------- | --- |
| 1403, 15. Mai                                                | Schlacht bei Vögelinsegg           | St. Gallen                                                     | Appenzell und Schwyz besiegen Fürstabtei St. Gallen und Verbündete                                                                                            |
| 1405, 16./17. Juni                                           | Gefecht bei Rotmonten              | St. Gallen                                                     | Stadt St. Gallen besiegt Habsburg |
| 1405, 17. Juni                                               | Schlacht am Stoss                  | Gais                                                           | Appenzell besiegt Habsburg und Fürstabtei St. Gallen |
| 1408, 13. Januar                                             | Schlacht bei Bregenz               | Bregenz                                                        | Habsburg und Ritterbund St. Jörgenschild besiegen Appenzell                                                                                                   |
| 1428, 2. Dezember                                            | Gefecht bei der Letzi              | Herisau/Gossau                                                 | Grafschaft Toggenburg besiegt Appenzell |
| 1409–1412 Baslerkrieg                                        |                                    |                                                                | |
| 1409, 18. November                                           | Gefecht bei Magden                 | Kanton Basel                                                   | Basel gegen Habsburg |
| 1415 – Eroberung des Aargaus                                 |                                    |                                                                | |
| 1415, 11. April–11. Mai                                      | Eroberung des Aargaus              | Kanton Aargau                                                  | Bern, Zürich und Luzern erobern einzelne Gebiete, dann zusammen mit Schwyz, Unterwalden, Luzern, Glarus und Zug Belagerung und Eroberung der Grafschaft Baden |
| 1418–19 – Raronkrieg                                         |                                    |                                                                | |
| 1419, 29. September                                          | Schlacht bei Ulrichen (1419)       | Ulrichen                                                       | Oberwallis besiegt Bern |
| 1403–1422 – Ennetbirgische Feldzüge                          |                                    |                                                                | |
| 1422, 30. Juni                                               | Schlacht bei Arbedo                | Arbedo                                                         | Mailand besiegt Uri, Unterwalden, Luzern, Zug und Leventiner                                                                                                  |
| 1436–50 – Alter Zürichkrieg                                  |                                    |                                                                | |
| 1439, 5. Mai                                                 | Gefecht am Etzel                   | Etzelpass                                                      | Schwyz und Glarus besiegen Zürich |
| 1440, 4.–5. November                                         | Treffen bei Pfäffikon              | Pfäffikon SZ                                                   | Eidgenossen besiegen Zürich |
| 1443, 10.–16. November                                       | Belagerung von Grüningen (1440)    | Grüningen                                                      | Eidgenossen erobern Grüningen |
| 1443, 22. Mai                                                | Schlacht bei Freienbach            | Freienbach                                                     | Schwyz und Glarus besiegen Rapperswil und Habsburg |
| 1443, 23. Mai                                                | Gefecht bei Blickensdorf           | Blickensdorf                                                   | Zürich gegen Zug, Luzern, Uri und Unterwalden |
| 1443, 24. Mai                                                | Schlacht am Hirzel                 | Horgen                                                         | Luzern, Uri und Unterwalden besiegen Zürich und Habsburg |
| 1443, 30. Mai–3. Juni                                        | Belagerung von Bremgarten          | Bremgarten                                                     | Eidgenossen erobern Bremgarten |
| 1443, 7.–9. Juni                                             | Belagerung von Regensberg          | Regensberg                                                     | Eidgenossen erobern Regensberg |
| 1443, 11.–16. Juni                                           | Belagerung von Grüningen (1443)    | Grüningen                                                      | Eidgenossen erobern Grüningen |
| 1443, 22. Juli                                               | Gefecht am Uetliberg               | Zürich                                                         | Luzern, Uri, Schwyz, Unterwalden, Glarus und Zug besiegen Zürich und Habsburg                                                                                 |
| 1443, 22. Juli                                               | Schlacht bei St. Jakob an der Sihl | Zürich                                                         | Luzern, Uri, Schwyz, Unterwalden, Glarus und Zug besiegen Zürich und Habsburg                                                                                 |
| 1443, 29. Juli–8. August                                     | Belagerung von Rapperswil (1443)   | Rapperswil                                                     | Eidgenossen belagern Rapperswil erfolglos. |
| 1444, 23. April–27. November                                 | Belagerung von Rapperswil (1444)   | Rapperswil                                                     | Eidgenossen belagern Rapperswil erfolglos. |
| 1444, 1. Mai–28. Mai                                         | Belagerung von Greifensee          | Greifensee                                                     | Bern, Luzern, Uri, Schwyz, Unterwalden, Glarus und Zug besiegen Zürich und Habsburg                                                                           |
| 1444, 24. Juni–30. August                                    | Belagerung von Zürich (1444)       | Zürich                                                         | Eidgenossen belagern Zürich erfolglos. |
| 1444, 26. August                                             | Schlacht bei St. Jakob an der Birs | Basel                                                          | Frankreich besiegt Bern, Luzern, Uri, Schwyz, Unterwalden, Glarus und Zug                                                                                     |
| 1444, 13. Oktober                                            | 1. Gefecht bei Erlenbach           | Erlenbach ZH                                                   | Zürich besiegt Schwyz, Unterwalden, Glarus und Zug |
| 1445, 30. Januar                                             | Gefecht bei Koblach                | Koblach                                                        | Eidgenossen, Appenzell und Toggenburg besiegen Habsburg |
| 1445, 5.–12. Februar                                         | Belagerung von Sargans             | Sargans                                                        | Eidgenossen belagern Sargans erfolglos. |
| 1445, April–November                                         | Belagerung von Rapperswil (1445)   | Rapperswil                                                     | Eidgenossen belagern Rapperswil erfolglos. |
| 1445, 20.–21. Mai                                            | Belagerung von Wil                 | Wil                                                            | Zürich und Habsburg belagern Wil erfolglos |
| 1445, 11. Juni                                               | Gefecht bei Kirchberg              | Kirchberg                                                      | Toggenburg besiegt Habsburg |
| 1445, 11. Juni                                               | Schlacht bei Wolfhalden            | Wolfhalden                                                     | Appenzell besiegt Habsburg |
| 1445, 24. August                                             | Gefecht im Obertoggenburg          | Alt St. Johann                                                 | Werdenberg besiegt Toggenburg |
| 1445, 5. September                                           | Gefecht bei Wigoltingen            | Wigoltingen                                                    | Eidgenossen und Toggenburg besiegen Habsburg |
| 1445, 6. Oktober                                             | 2. Gefecht bei Erlenbach           | Erlenbach ZH                                                   | Zürich besiegt Eidgenossen |
| 1445, 29. Oktober                                            | Seeschlacht bei Männedorf          | Zürichsee                                                      | Zürich besiegt Eidgenossen |
| 1445, 16. Dezember                                           | Schlacht bei Wollerau (1445)       | Wollerau                                                       | Eidgenossen besiegen Zürich |
| 1446                                                         | Gefecht bei Gams                   | Gams                                                           | Habsburg besiegt Appenzell und Toggenburg |
| 1446, 6. März                                                | Schlacht bei Ragaz                 | Bad Ragaz                                                      | Bern, Luzern, Uri, Schwyz, Unterwalden, Glarus und Zug besiegen Zürich und Habsburg                                                                           |
| 1443–49 – Krieg von Basel, Bern und Solothurn gegen Habsburg |                                    |                                                                | |
| 1443, 7.–23. August                                          | Belagerung von Laufenburg          | Laufenburg                                                     | Basel, Bern und Solothurn gegen Habsburg |
| 1445, 17. August–17. September                               | Belagerung von Rheinfelden         | Rheinfelden                                                    | Basel, Bern und Solothurn gegen Habsburg |
| 1445, 19. September–8. Oktober                               | Belagerung von Säckingen           | Bad Säckingen, (Markgrafschaft Baden, heute Baden-Württemberg) | Basel, Bern und Solothurn gegen Habsburg |
| 1447–48 – Freiburgkrieg                                      |                                    |                                                                | |
| 1448, 29. März                                               | Gefecht an der Neumatt             | Kanton Freiburg                                                | Bern und Savoyen gegen Freiburg und Habsburg |
| 1448, 12. Juni                                               | Gefecht bei Tafers                 | Tafers                                                         | Freiburg besiegt Bern |
| 1449 – Ennetbirgische Feldzüge                               |                                    |                                                                | |
| 1449, 6. Juli                                                | Schlacht bei Castione              | Castione                                                       | Mailand besiegt Uri und Leventiner |
| 1460 – Krieg zwischen Fürstabtei Kempten und Jörg Beck       |                                    |                                                                | |
| 1460, 17. März                                               | Schlacht am Buchenberg             | Buchenberg, (Bayern)                                           | Eidgenössische Söldner besiegen Fürstabtei Kempten |
| 1460 – Eroberung des Thurgaus                                |                                    |                                                                | |
| 1460, 21.–27. September                                      | Eroberung des Thurgaus             | Kanton Thurgau                                                 | Eroberung durch Zürich, Luzern, Uri, Schwyz, Unterwalden, Zug und Glarus                                                                                      |
| 1468 – Waldshuterkrieg                                       |                                    |                                                                | |
| 1468, 26. Juli–27. August                                    | Belagerung von Waldshut            | Waldshut                                                       | Acht alte Orte und Zugewandte Orte besiegen Habsburg |
| 1474–77 – Burgunderkriege                                    |                                    |                                                                | |
| 1474, 13. November                                           | Schlacht bei Héricourt             | Héricourt                                                      | Acht Alte Orte und Niedere Vereinigung besiegen Burgund |
| 1475, 13. November                                           | Schlacht auf der Planta            | Sion                                                           | Acht Alte Orte und Wallis besiegen Burgund |
| 1476, 2. März                                                | Schlacht bei Grandson              | Grandson                                                       | Acht Alte Orte besiegen Burgund |
| 1476, 22. Juni                                               | Schlacht bei Murten                | Murten                                                         | Acht Alte Orte, Niedere Vereinigung und Lothringen besiegen Burgund                                                                                           |
| 1477, 5. Januar                                              | Schlacht bei Nancy                 | Nancy                                                          | Acht Alte Orte, Niedere Vereinigung und Lothringen besiegen Burgund                                                                                           |
| 1478–1487 – Ennetbirgische Feldzüge                          |                                    |                                                                | |
| 1478, 28. Dezember                                           | Schlacht bei Giornico              | Giornico                                                       | Eidgenossen besiegen Mailand |
| 1487, 28. April                                              | Schlacht bei Crevola               | Crevola d’Ossola                                               | Mailand besiegt Eidgenossen und Wallis |
| 1489–90 – St. Gallerkrieg                                    |                                    |                                                                | |
| 1489, 28. Juli                                               | Rorschacher Klosterbruch           | Rorschach                                                      | Fürstabtei St. Gallen, Zürich, Luzern, Schwyz und Glarus gegen Stadt St. Gallen und Appenzell                                                                 |
| 1499 – Schwabenkrieg                                         |                                    |                                                                | |
| 1499, 12. Februar                                            | Gefecht bei Triesen                | Triesen (FL)                                                   | Zehn Alte Orte und Drei Bünde besiegen Habsburg und Schwäbischen Bund                                                                                         |
| 1499, 17. Februar                                            | 1. Hegauerzug                      | Klettgau, Hegau                                                | Eidgenossen gegen Habsburg und Schwäbischen Bund |
| 1499, 22. Februar                                            | Schlacht bei Hard                  | Hard                                                           | Zehn Alte Orte besiegen Habsburg und Schwäbischen Bund |
| 1499, 22. März                                               | Gefecht am Bruderholz              | Basel                                                          | Solothurn, Luzern und Bern besiegen Habsburg und Schwäbischen Bund                                                                                            |
| 1499, 26. März                                               | Schlacht bei Hallau                | Hallau                                                         | Eidgenossen und Schaffhausen besiegen Habsburg und Schwäbischen Bund                                                                                          |
| 1499, 11. April                                              | Schlacht im Schwaderloh            | Ermatingen                                                     | Bern, Luzern, Freiburg und Thurgau besiegen Habsburg und Schwäbischen Bund                                                                                    |
| 1499, 17. April                                              | 2. Hegauerzug                      | Klettgau, Hegau                                                | Eidgenossen gegen Habsburg und Schwäbischen Bund |
| 1499, 20. April                                              | Schlacht bei Frastanz              | Frastanz                                                       | Zehn Alte Orte besiegen Habsburg und Schwäbischen Bund |
| 1499, 21. Mai                                                | 3. Hegauerzug                      | Klettgau, Hegau                                                | Eidgenossen gegen Habsburg und Schwäbischen Bund |
| 1499, 22. Mai                                                | Schlacht an der Calven             | Taufers                                                        | Zehn Alte Orte und Drei Bünde besiegen Habsburg und Schwäbischen Bund                                                                                         |
| 1499, 20. Juli                                               | Gefecht bei Rheineck               | Rheineck                                                       | Zehn Alte Orte besiegen Habsburg und Schwäbischen Bund |
| 1499, 22. Juli                                               | Schlacht bei Dornach               | Dornach                                                        | Bern, Solothurn, Zürich, Luzern und Zug besiegen Habsburg und Schwäbischen Bund                                                                               |

## 16. Jahrhundert
| Datum                                                | Schlachtname                | Ort                         | Ergebnis |
| 1495–1522 – Mailänderkriege                          | 1495–1522 – Mailänderkriege | 1495–1522 – Mailänderkriege | 1495–1522 – Mailänderkriege                                                                                                  |
| ---------------------------------------------------- | --------------------------- | --------------------------- | --- |
| 1500, 10. April                                      | Verrat von Novara           | Mailand                     | Rückeroberung von Mailand für Ludovico «Il Moro» Sforza                                                                      |
| 1510, September                                      | Chiasserzug                 | Pavia                       | Ergebnisloser Feldzug |
| 1511, Winter                                         | Kalter Winterfeldzug        | Pavia                       | Ergebnisloser Feldzug |
| 1512, Mai–Juli                                       | Grosser Pavierzug           | Pavia                       | Dreizehn Alte Orte besiegen Frankreich                                                                                       |
| 1513, 6. Juni                                        | Schlacht bei Novara         | Novara                      | Dreizehn Alte Orte besiegen Frankreich                                                                                       |
| 1513, 8.–11. September                               | Dijonerzug                  | Dijon                       | Belagerung und Eroberung von Dijon                                                                                           |
| 1515, 13.–14. September                              | Schlacht bei Marignano      | Melegnano                   | Frankreich und Venedig besiegen Dreizehn Alte Orte                                                                           |
| 1522, 27. April                                      | Schlacht bei Bicocca        | Bicocca                     | Habsburg besiegt Frankreich und Eidgenossen                                                                                  |
| 1525, 23.–24. Februar                                | Schlacht bei Pavia          | Pavia                       | Habsburg besiegt Frankreich und Eidgenossen                                                                                  |
| Erhebungen der Landschaften vor der Reformation      |                             |                             | |
| 1513                                                 | Könizer Aufstand            | Köniz                       | Köniz erhebt sich gegen Bern                                                                                                 |
| 1513–14                                              | Zwiebelnkrieg               | Kanton Luzern               | Landschaft erhebt sich gegen Luzern                                                                                          |
| 1515                                                 | Lebkuchenkrieg              | Kanton Zürich               | Landschaft erhebt sich gegen Zürich                                                                                          |
| 1524–26                                              | Deutscher Bauernkrieg       | HRR, Schwaben               | Erhebungen der Landschaften der Städte Bern, Zürich, Luzern, Basel, Schaffhausen, der Ostschweiz sowie dem Fürstbistum Basel |
| 1525–31 – Erste Reformationskriege                   |                             |                             | |
| 1525–26                                              | Erster Müsserkrieg          | Chiavenna                   | Drei Bünde gegen Mailand |
| 1529                                                 | Erster Kappelerkrieg        | Kappel                      | Uri, Schwyz, Unterwalden, Luzern und Zug gegen Zürich                                                                        |
| 1531–32                                              | Zweiter Müsserkrieg         | Lombardei                   | Drei Bünde, Bern, Solothurn, Freiburg, Basel, Schaffhausen, Appenzell, Toggenburg und Thurgau gegen Mailand                  |
| 1531–32                                              | Galgenkrieg                 | Schwarzbubenland            | Unblutig gelöster Konflikt von Basel und Solothurn                                                                           |
| 1531, 11. Oktober                                    | Schlacht bei Kappel         | Kappel                      | Uri, Schwyz, Unterwalden, Luzern und Zug gegen Zürich (Zweiter Kappelerkrieg)                                                |
| 1531, 24. Oktober                                    | Schlacht am Gubel           | Menzingen                   | Uri, Schwyz, Unterwalden, Luzern und Zug gegen Bern und Zürich (Zweiter Kappelerkrieg)                                       |
| 1536 – Eroberungskrieg Berns gegen Savoyen           |                             |                             | |
| 1536                                                 | Eroberung der Waadt         | Kanton Waadt                | Bern, Freiburg und Wallis gegen Savoyen, Eroberung der Waadt, des Chablais und Pays-de-Gex                                   |
| Erhebungen der Landschaften bis zur Gegenreformation |                             |                             | |
| 1550                                                 | Trinkelstierkrieg           | Kanton Wallis               | Landschaft erhebt sich gegen das Wallis                                                                                      |
| 1570                                                 | 1. Heringskrieg             | Kanton Luzern               | Rothenburg erhebt sich gegen Luzern                                                                                          |
| 1591–94                                              | Basler Rappenkrieg          | Kanton Basel                | Landschaft erhebt sich gegen Basel                                                                                           |

## 17. Jahrhundert
| Datum                                                                                           | Schlachtname                       | Ort                      | Ergebnis |
| 1589–1602 – Savoyerkrieg                                                                        | 1589–1602 – Savoyerkrieg           | 1589–1602 – Savoyerkrieg | 1589–1602 – Savoyerkrieg                                                                                           |
| ----------------------------------------------------------------------------------------------- | ---------------------------------- | ------------------------ | --- |
| 1602, 11.–12. Dezember                                                                          | Escalade de Genève                 | Genf                     | Genf besiegt Savoyen                                                                                               |
| Erhebung der Landschaft Fricktal                                                                |                                    |                          | |
| 1612–14                                                                                         | Fricktaler Rappenkrieg             | Fricktal                 | Landschaft erhebt sich gegen Habsburg-Österreich                                                                   |
| 1618–48 – Dreissigjähriger Krieg 1620–39 – Bündner Wirren / 1632–48 – Seekrieg auf dem Bodensee |                                    |                          | |
| 1620, 19.–20. Juli                                                                              | Veltliner Mord                     | Veltlin                  | Habsburg-Spanien besiegt Drei Bünde                                                                                |
| 1620, 11. September                                                                             | 1. Schlacht bei Morbegno           | Morbegno (Veltlin)       | Habsburg-Spanien besiegt Drei Bünde                                                                                |
| 1620, 11. September                                                                             | Schlacht bei Tirano                | Tirano (Veltlin)         | Habsburg-Spanien besiegt Drei Bünde, Bern und Zürich                                                               |
| 1622                                                                                            | Gefecht bei Fläsch                 | Fläsch                   | Drei Bünde besiegen Habsburg-Spanien                                                                               |
| 1622                                                                                            | Gefecht an der Molinära            | Trimmis                  | Drei Bünde besiegen Habsburg-Spanien                                                                               |
| 1622                                                                                            | Gefecht bei Remüs                  | Ramosch                  | Habsburg-Spanien besiegt Drei Bünde                                                                                |
| 1622, 5. September                                                                              | Schlacht bei Aquasana              | Saas im Prättigau        | Österreich schlägt den Aufstand des Zehngerichtebund nieder                                                        |
| 1632, 20. September                                                                             | Kluser Handel                      | Balsthal                 | Solothurn gegen Bern                                                                                               |
| 1635, 3. Juli                                                                                   | Schlacht bei Mazzo                 | Tirano (Veltlin)         | Frankreich besiegt Habsburg-Spanien                                                                                |
| 1635, 31. Oktober                                                                               | Schlacht bei Bormio                | Bormio                   | Frankreich besiegt Habsburg-Spanien                                                                                |
| 1635, 10. November                                                                              | 2. Schlacht bei Morbegno           | Morbegno (Veltlin)       | Frankreich besiegt Habsburg-Spanien                                                                                |
| 1637, 19. März                                                                                  | Schlacht bei Maienfeld             | Maienfeld                | Drei Bünde besiegen Frankreich                                                                                     |
| 1638, 28. Februar/3. März                                                                       | Schlacht bei Rheinfelden           | Rheinfelden              | Frankreich und Schweden gegen Österreich                                                                           |
| 1653 – Schweizer Bauernkrieg                                                                    |                                    |                          | |
| 1653, 29. Mai/7. Juni                                                                           | Gefecht bei Herzogenbuchsee (1653) | Herzogenbuchsee          | Landschaft erhebt sich gegen Bern, Luzern, Solothurn, Basel und im Aargau                                          |
| 1653, 3. Juni                                                                                   | Schlacht bei Wohlenschwil          | Wohlenschwil             | Landschaft erhebt sich gegen Bern, Luzern, Solothurn, Basel und im Aargau                                          |
| 1656 – Erster Villmergerkrieg                                                                   |                                    |                          | |
| 1656, 7. Januar/10. Februar                                                                     | Belagerung von Rapperswil (1656)   | Rapperswil SG            | Rapperswil, Uri, Schwyz, Unterwalden, Luzern und Zug halten der Belagerung der Stadt Rapperswil durch Zürich stand |
| 1656, 24. Januar                                                                                | Erste Schlacht von Villmergen      | Villmergen               | Luzern und Zug besiegen Bern und Zürich                                                                            |

## 18. Jahrhundert
| Datum                                                               | Schlachtname                        | Ort                            | Ergebnis                                                          |
| 1712 – Zweiter Villmergerkrieg                                      | 1712 – Zweiter Villmergerkrieg      | 1712 – Zweiter Villmergerkrieg | 1712 – Zweiter Villmergerkrieg                                    |
| ------------------------------------------------------------------- | ----------------------------------- | ------------------------------ | ----------------------------------------------------------------- |
| 1712, 22. Mai                                                       | Gefecht bei Mellingen               | Mellingen                      | Bern besiegt Luzern, Uri, Schwyz, Unterwalden und Zug             |
| 1712, 26. Mai                                                       | „Staudenschlacht“ bei Fischbach     | Fischbach-Göslikon             | Bern besiegt Luzern, Uri, Schwyz, Unterwalden und Zug             |
| 1712, 20. Juli                                                      | Gefecht bei Sins                    | Sins                           | Luzern, Schwyz, Unterwalden und Zug besiegen Bern                 |
| 1712, 20. Juli                                                      | Gefechte bei Hütten und Richterswil | Hütten, Richterswil            | Zürich besiegt Schwyz und Zug                                     |
| 1712, 24. Juli                                                      | Zweite Schlacht von Villmergen      | Villmergen                     | Bern und Zürich besiegen Luzern, Uri, Schwyz, Unterwalden und Zug |
| 1732–33 – Appenzeller Landhandel                                    |                                     |                                |                                                                   |
| 1733, 5. März                                                       | Gefecht bei Gais                    | Gais                           | «Harte» gegen «Linde»                                             |
| 1794–95 – Stäfnerhandel                                             |                                     |                                |                                                                   |
| 1798 – Franzoseneinfall – Zusammenbruch der Alten Eidgenossenschaft |                                     |                                |                                                                   |
| 1798, 2. März                                                       | Gefecht bei Lengnau                 | Lengnau                        | Frankreich gegen Bern                                             |
| 1798, 2. März                                                       | Gefecht bei Twann                   | Twann                          | Frankreich gegen Bern                                             |
| 1798, 2. März                                                       | Gefechte bei Grenchen und Bellach   | Grenchen, Bellach              | Frankreich besiegt Solothurn                                      |
| 1798, 2. März                                                       | Gefecht bei Büren                   | Büren an der Aare              | Bern besiegt Frankreich                                           |
| 1798, 3. März                                                       | Gefecht beim Col de la Croix        | Col de la Croix                | Frankreich gegen Bern                                             |
| 1798, 5. März                                                       | Gefecht bei Laupen                  | Laupen                         | Bern besiegt Frankreich                                           |
| 1798, 5. März                                                       | Gefecht von St. Niklaus             | Merzligen                      | Frankreich gegen Bern                                             |
| 1798, 5. März                                                       | Schlacht bei Fraubrunnen            | Fraubrunnen                    | Frankreich besiegt Bern                                           |
| 1798, 5. März                                                       | Schlacht am Grauholz                | Schönbühl                      | Frankreich besiegt Bern                                           |
| 1798, 5. März                                                       | Schlacht bei Neuenegg               | Neuenegg                       | Bern besiegt Frankreich                                           |
| 1798–1803 – Helvetische Republik                                    |                                     |                                |                                                                   |
| 1798, 26. April                                                     | Gefecht bei Hägglingen              | Hägglingen                     | Frankreich besiegt Zug                                            |
| 1798, 30. April                                                     | Gefecht bei Wollerau                | Wollerau                       | Frankreich besiegt Glarus                                         |
| 1798, 1. Mai                                                        | Gefecht beim Stucketen-Chäppeli     | Beinwil SO                     | Frankreich gegen Solothurn                                        |
| 1798, 2. Mai                                                        | Gefecht bei Schindellegi            | Schindellegi                   | Frankreich besiegt Schwyz                                         |
| 1798, 2.–3. Mai                                                     | Gefecht bei Rothenthurm             | Rothenthurm                    | Schwyz besiegt Frankreich                                         |
| 1798, 17. Mai                                                       | 1. Pfynschlacht                     | Sion                           | Frankreich besiegt Wallis                                         |
| 1798, 7.–9. September                                               | Nidwaldner Aufstand                 | Kanton Nidwalden               | Frankreich besiegt Nidwalden                                      |
| 1799, 3. Mai                                                        | Schlacht bei Domat/Ems              | Domat/Ems                      | Frankreich besiegt Drei Bünde                                     |
| 1799, 27.–28. Mai                                                   | 2. Pfynschlacht                     | Sion                           | Frankreich besiegt Wallis                                         |
| 1799–1802 – Zweiter Koalitionskrieg                                 |                                     |                                |                                                                   |
| 1799, 22. Mai                                                       | Gefecht bei Andelfingen             | Andelfingen/Rorbas             | Österreich gegen Frankreich                                       |
| 1799, 25. Mai                                                       | Gefecht bei Frauenfeld              | Frauenfeld                     | Frankreich mit Helvetischer Republik besiegt Österreich           |
| 1799, 27. Mai                                                       | Gefecht bei Winterthur              | Winterthur                     | Österreich besiegt Frankreich                                     |
| 1799, 4.–7. Juni                                                    | 1. Schlacht bei Zürich              | Zürich                         | Österreich besiegt Frankreich                                     |
| 1799, 17. August                                                    | Gefecht bei Döttingen               | Döttingen/Böttstein            | Frankreich besiegt Österreich                                     |
| 1799, 25.–26. September                                             | 2. Schlacht bei Zürich              | Zürich                         | Frankreich besiegt Russland und Österreich                        |
| 1799, 30. September/1. Oktober                                      | Schlacht im Muotatal                | Muotatal                       | Russland besiegt Frankreich                                       |
| 1799, 1. Oktober                                                    | Schlacht bei Näfels                 | Näfels                         | Frankreich besiegt Russland                                       |

## 19. Jahrhundert
| Datum                                                                                                   | Schlachtname                      | Ort                          | Ergebnis |
| 1802 – Stecklikrieg                                                                                     | 1802 – Stecklikrieg               | 1802 – Stecklikrieg          | 1802 – Stecklikrieg                                                                                                   |
| --- | --------------------------------- | ---------------------------- | --- |
| 1802, 28. August                                                                                        | Gefecht am Renggpass (1802)       | Hergiswil                    | Landschaft besiegt Helvetische Republik                                                                               |
| 1802, 3. Oktober                                                                                        | Gefecht bei Faoug                 | Faoug                        | Landschaft gegen Helvetische Republik                                                                                 |
| 1804 – Bockenkrieg                                                                                      |                                   |                              | |
| 1804, 28. März                                                                                          | Bockenkrieg                       | Horgen, Wädenswil, Hanegg    | Landschaft Zürichs gegen Eidgenossenschaft                                                                            |
| 1812 – Sechster Koalitionskrieg (→Russlandfeldzug 1812 und Schweizerregimenter im Russlandfeldzug 1812) |                                   |                              | |
| 1812, 26./28. November                                                                                  | Schlacht an der Beresina          | Bei Baryssau, Belarus        | Russland besiegt Frankreich                                                                                           |
| 1830–33 – Basler Kantonsteilung                                                                         |                                   |                              | |
| 1832, 6./7. April                                                                                       | Gelterkindersturm                 | Gelterkinden                 | Basel-Landschaft besiegt Basel-Stadt                                                                                  |
| 1833, 3. August                                                                                         | Gefecht bei der Hülftenschanz     | Frenkendorf                  | Basel-Landschaft besiegt Basel-Stadt                                                                                  |
| 1841 – Aargauer Klosterstreit                                                                           |                                   |                              | |
| 1841, 11. Januar                                                                                        | Gefecht bei Villmergen            | Villmergen                   | Aargau besiegt Freischärler                                                                                           |
| 1844–45 – Freischarenzüge                                                                               |                                   |                              | |
| 1845, 31. März                                                                                          | Gefecht bei Malters               | Malters                      | Schweiz und Luzern besiegen Freischärler                                                                              |
| 1847 – Sonderbundskrieg – Bürgerkrieg zwischen Schweizerischer Eidgenossenschaft und Sonderbund         |                                   |                              | |
| 1847, 12. November                                                                                      | Gefecht bei Geltwil               | Geltwil                      | Schweiz besiegt Sonderbund                                                                                            |
| 1847, 12. November                                                                                      | Gefecht bei Lunnern               | Obfelden                     | Schweiz besiegt Sonderbund                                                                                            |
| 1847, 13. November                                                                                      | Gefecht bei Cormanon und Bertigny | Villars-sur-Glâne            | Schweiz besiegt Sonderbund                                                                                            |
| 1847, 17. November                                                                                      | Gefecht bei Airolo                | Airolo                       | Sonderbund besiegt Schweiz                                                                                            |
| 1847, 23. November                                                                                      | Gefecht bei Schüpfheim            | Schüpfheim                   | Schweiz gegen Sonderbund                                                                                              |
| 1847, 23. November                                                                                      | Gefecht bei Gisikon               | Gisikon, Honau, Meierskappel | Schweiz besiegt Sonderbund                                                                                            |
| 1847, 23. November                                                                                      | Gefecht bei Wollerau (1847)       | Wollerau                     | Schweiz besiegt Sonderbund                                                                                            |
| 1849 – Büsingerhandel                                                                                   |                                   |                              | |
| 1849, Juli                                                                                              | Büsingerhandel                    | Büsingen am Hochrhein        | Konflikt zwischen der Schweiz und den Grossherzogtümern Baden und Hessen aufgrund einer Grenzverletzung.              |
| 1856/57 – Neuenburgerhandel                                                                             |                                   |                              | |
| 1856/57                                                                                                 | Neuenburgerhandel                 | Kanton Neuenburg             | Konflikt zwischen der Schweiz und dem König von Preußen Friedrich Wilhelm IV. um den Status des Kantons Neuenburg     |
| 1859/60 – Savoyerhandel                                                                                 |                                   |                              | |
| 1859/60                                                                                                 | Savoyerhandel                     | Département Haute-Savoie     | Konflikt zwischen der Schweiz und Frankreich unter Napoleon III. um den Status des heutigen Départements Haute-Savoie |
| 1870–71 – Deutsch-Französischer Krieg (→Die Schweiz im Deutsch-Französischen Krieg)                     |                                   |                              | |

## 20. Jahrhundert
| Datum | Schlachtname                                                                                              | Ort | Ergebnis                                                                                                  |
| 1914–18 – Erster Weltkrieg (→Die Schweiz im Ersten Weltkrieg)                                             | 1914–18 – Erster Weltkrieg (→Die Schweiz im Ersten Weltkrieg)                                             | 1914–18 – Erster Weltkrieg (→Die Schweiz im Ersten Weltkrieg)                                             | 1914–18 – Erster Weltkrieg (→Die Schweiz im Ersten Weltkrieg)                                             |
| 1939–45 – Zweiter Weltkrieg (→Die Schweiz im Zweiten Weltkrieg) (Alliierte Bombenabwürfe auf die Schweiz) | 1939–45 – Zweiter Weltkrieg (→Die Schweiz im Zweiten Weltkrieg) (Alliierte Bombenabwürfe auf die Schweiz) | 1939–45 – Zweiter Weltkrieg (→Die Schweiz im Zweiten Weltkrieg) (Alliierte Bombenabwürfe auf die Schweiz) | 1939–45 – Zweiter Weltkrieg (→Die Schweiz im Zweiten Weltkrieg) (Alliierte Bombenabwürfe auf die Schweiz) |
| --- | --- | --- | --- |
| 1940, 17./18. Dezember                                                                                    | 1. Bombardierung Basels                                                                                   | Basel (Gundeldingen), Binningen                                                                           | Grossbritannien bombardiert Basel und Binningen                                                           |
| 1940, 23. Dezember                                                                                        | 1. Bombardierung von Zürich                                                                               | Zürich (Wipkingen)                                                                                        | Grossbritannien bombardiert Aussersihler Viadukt und Höngg                                                |
| 1943, 17. Mai                                                                                             | 2. Bombardierung von Zürich                                                                               | Zürich (Oerlikon)                                                                                         | Grossbritannien bombardiert Oerlikon                                                                      |
| 1943, 1. Oktober                                                                                          | Bombardierung von Samedan                                                                                 | Samedan                                                                                                   | USA bombardiert Samedan                                                                                   |
| 1944, 1. April                                                                                            | Bombardierung von Schaffhausen                                                                            | Schaffhausen                                                                                              | USA bombardiert Schaffhausen                                                                              |
| 1944, 18. Oktober                                                                                         | Gefecht bei den Bagni di Craveggia                                                                        | Spruga | Grenzzwischenfall zwischen der Schweiz und der Republik von Salò                                          |
| 1944, 29. Oktober                                                                                         | Bombardierung von Le Noirmont                                                                             | Le Noirmont                                                                                               | USA bombardiert Le Noirmont                                                                               |
| 1944, 9. November                                                                                         | Bombardierung von Rheinsfelden                                                                            | Rheinsfelden (Glattfelden)                                                                                | USA bombardiert Rheinsfelden                                                                              |
| 1944, 25. Dezember                                                                                        | Bombardierung von Thayngen                                                                                | Thayngen                                                                                                  | USA bombardiert Thayngen                                                                                  |
| 1945, 11. Januar                                                                                          | Bombardierung von Chiasso                                                                                 | Chiasso                                                                                                   | Alliierte bombardieren Chiasso                                                                            |
| 1945, 22. Februar                                                                                         | Bombardierung von Stein am Rhein                                                                          | Stein am Rhein                                                                                            | USA bombardiert Stein am Rhein                                                                            |
| 1945, 22. Februar                                                                                         | Bombardierung von Vals                                                                                    | Vals GR                                                                                                   | USA bombardiert Vals GR                                                                                   |
| 1945, 22. Februar                                                                                         | Bombardierung von Tägerwilen                                                                              | Tägerwilen                                                                                                | USA bombardiert Tägerwilen                                                                                |
| 1945, 22. Februar                                                                                         | Bombardierung von Neuhausen                                                                               | Neuhausen am Rheinfall, Beringen                                                                          | USA bombardiert Neuhausen und Beringen                                                                    |
| 1945, 22. Februar                                                                                         | Bombardierung von Rafz                                                                                    | Rafz | USA bombardiert Rafz                                                                                      |
| 1945, 4. März                                                                                             | 3. Bombardierung von Zürich                                                                               | Zürich (Industriequartier)                                                                                | USA bombardiert Strickhof                                                                                 |
| 1945, 4. März                                                                                             | 2. Bombardierung von Basel                                                                                | Basel (Gundeldingen)                                                                                      | USA bombardiert Güterbahnhof Wolf                                                                         |
| 1945, 16. April                                                                                           | Bombardierung von Brusio                                                                                  | Brusio | USA bombardiert Brusio                                                                                    |